# Полупан, Василий Прокофьевич
Василий Прокофьевич Полупан (30 января 1920 — 27 апреля 2006) — командир орудия 6-й батареи 1675-го артиллерийско-миномётного полка (30-я кавалерийская Новобугская ордена Ленина Краснознамённая орденов Кутузова и Суворова дивизия, 4-й гвардейский Кубанский казачий ордена Ленина Краснознаменный ордена Суворова кавалерийский корпус, 2-й Украинский фронт), старший сержант, участник Великой Отечественной войны, полный кавалер ордена Славы.

## Биография
Родился 30 января 1920 года в городе Мелитополь ныне Запорожской области (Украина) в семье рабочего. Украинец. В 1932 году окончил 7 классов. Работал слесарем в локомотивном депо, затем – на заводе имени Микояна (ныне Мелитопольский моторный завод).
В Красной Армии с апреля 1940 года. В действующей армии с октября 1941 года. Воевал на Южном, Северо-Кавказском, на 4-й Украинском, 3-м Украинском, 1-м Белорусском и 2-м Украинском фронтах. Принимал участие в оборонительных боях на Донбассе, битве за Кавказ, Ростовской, Миусской, Донбасской, Мелитопольской, Березнеговато-Снигиревской, Одесской, Бобруйской, Минской, Люблин-Брестской, Дебреценской, Будапештской и Братиславско-Брновской наступательных операциях. В боях один раз ранен тяжело и три раза – легко.
В период рейда 30-й кавалерийской дивизии по тылам противника расчёт В. П. Полупана при овладении селом Елизаветовка ныне Приморского района Запорожской области (Украина) 26 октября 1943 года подбил 3 автомашины с военным имуществом, 27 октября уничтожил наблюдательный пункт врага. В ходе дальнейшего продвижения 1 ноября 1943 года в районе села Червоный Чабан (ныне Пребраженка Каланчакского района Херсонской области, Украина) артиллеристы уничтожили 2 тягача с орудиями, 8 автомашин, 3 повозки с военным имуществом, до 60 немецких солдат. Командиром полка В. П. Полупан был представлен к награждению орденом Красной Звезды.
Приказом командира 30-й кавалерийской дивизии от 28 ноября 1943 года сержант Полупан Василий Прокофьевич награждён орденом Славы 3-й степени. 
В ходе Одесской наступательной операции 4 апреля 1944 года при овладении железнодорожной станцией Раздельная (Одесская область, Украина) его расчёт подбил штурмовое орудие, уничтожил 6 автомашин с военными грузами, до взвода пехоты противника. В ходе дальнейшего продвижения 9 апреля 1944 года артиллеристы уничтожили 2 тягача с орудиями, станковый пулемёт с расчётом, до 15 немецких солдат. Приказом командира дивизии В. П. Полупан был награждён орденом Красной Звезды.
В ходе Бобруйской наступательной операции 25 июня 1943 года дивизия была введена в прорыв и приступила к преследованию отходящего противника, обходя с юга город Минск. Расчёт В. П. Полупана был выделен для усиления передового отряда дивизии. 30 июня 1944 года на подступах к городу Слуцк Минской области (Белоруссия) артиллеристы уничтожили артиллерийский тягач с орудием, 2 автомашины с боеприпасами, до взвода живой силы противника. 2 июля В. П. Полупан с головным эскадроном кавалеристов ворвался на окраину города Столбцы той же области, быстро развернул орудие и открыл огонь по противнику. Расчёт поджёг эшелон с военным имуществом, подавил огонь двух станковых пулемётов, уничтожил до взвода живой силы врага. 7 июля 1944 года при отражении контратаки танков и пехоты противника севернее города Барановичи ныне Брестской области (Белоруссия) со своим расчётом подбил 1 танк и 1 штурмовое орудие, уничтожил более 10 немецких солдат.
Приказом командующего войсками 1-го Белорусского фронта от 29 августа 1944 года старший сержант Полупан Василий Прокофьевич награждён орденом Славы 2-й степени.
В ходе Дебреценской наступательной операции дивизия, прорвав оборону противника, оторвалась от стрелковых соединений и проводила рейд по вражеским тылам. С 6 по 27 октября 1944 года орудие В. П. Полупана действовало в составе передового отряда дивизии. За время боёв артиллеристы подбили танк, уничтожили 3 транспортёра, 1 зенитную установку и до роты живой силы противника. 24 октября в районе города Хайдудорог (ныне медье Хайду-Бихар, Венгрия) эскадрон атаковало 6 танков противника. В. П. Полупан развернул орудие и открыл огонь по головному танку. Подбив его, перенёс огонь на следующий. Танки вынуждены были отойти и кавалеристы продолжили продвижение вперёд. 26 октября 1944 года при отражении контратаки мотопехоты противника на подступах к городу Надькалло (ныне Венгрия) расчёт В. П. Полупана подбил 3 транспортёра и уничтожил до взвода живой силы врага.
Указом Президиума Верховного Совета СССР от 28 апреля 1945 года за образцовое выполнение боевых заданий командования на фронте борьбы с немецкими захватчиками и проявленные при этом доблесть и мужество старший сержант Полупан Василий Прокофьевич награждён орденом Славы 1-й степени.
В апреле 1946 года старшина В. П. Полупан демобилизован. Вернулся в Мелитополь, работал на Мелитопольском моторном заводе, слесарем на автотранспортном предприятии 07112. С 1980 года – на пенсии.
Почётный гражданин города Мелитополь (23.03.1995).
Умер 27 апреля 2006 года. Похоронен в городе Мелитополь Запорожская область Украина.

## Награды
- Орден Богдана Хмельницкого (Украина) (3 мая 1995 года )
- Орден Отечественной войны I степени (11.03.1985)[5]
- Орден Красной Звезды (19.05.1944)[6]
- Полный кавалер ордена Славы:
  - орден Славы I степени (28.04.1945)[7];
  - орден Славы II степени (29.08.1944)[8];
  - орден Славы III степени (28.11.1943)[9];
- медали, в том числе:
  - «За отвагу» (3.9.1943)[10]
  - «За оборону Кавказа» (1.05.1944)
  - «В ознаменование 100-летия со дня рождения Владимира Ильича Ленина» (6 апреля 1970)
  - «За победу над Германией в Великой Отечественной войне 1941—1945 гг.» (9 мая 1945[11])

- - «20 лет Победы в Великой Отечественной войне 1941—1945 гг.» (7 мая 1965[12])
  - «30 лет Победы в Великой Отечественной войне 1941—1945 гг.»[13]

- - «50 лет Вооружённых Сил СССР» (26 декабря 1967[14])
- Знак «25 лет победы в Великой Отечественной войне» (1970)

## Память
- На могиле установлен надгробный памятник
- Его имя увековечено в Главном Храме Вооружённых сил России, и навсегда запечатлено на мемориале «Дорога памяти»